# حسن احقاقی
میرزا حسن احقاقی حایری اسکویی (زادهٔ ۲ محرم ۱۳۱۸ قمری در کربلا ـ درگذشتهٔ ۱۴۲۱ در تهران) از مراجع تقلید شیعه و رهبر فرقه شیخیه احقاقی بود. پدر بزرگ او ملاباقر اسکوئی می‌باشند که رهبر گروهی از شیخیه بود و چون کتابی به نام «احقاق‌الحق و ابطال‌الباطل» نوشت، فرزندان او نام خانوادگی خود را «احقاقی» گرفتند.

## آثار
- احکام شیعیان.[۱]
- نامهٔ شیعیان، در رد و انتقاد از احمد کسروی نوشته‌است، و به زبان‌های عربی و اردو و انگلیسی ترجمه شد.[۲]
- نامهٔ آدمیت.[۳]